# Armored Brigade Combat Team

Taktisches Zeichen eines Armored Brigade Combat Team

Ein Armored Brigade Combat Team (vor 2012 unter der Bezeichnung Heavy Brigade Combat Team (HBCT)) ist eine schwere gepanzerte Kampf-Brigade und ein Großverband der US Army. Dieses neue Einheitenkonzept wurde in der Heeresreform der Army erstmals 1997 postuliert und wurde bis 2010 vollständig realisiert. Ein ABCT entspricht einer modular aufgebauten Panzerbrigade, die aber sämtliche Kampfmittel anderer Waffengattungen, wie Aufklärung, Artillerie, Pioniere und Unterstützungstruppenteile, in sich vereint.

## Geschichte

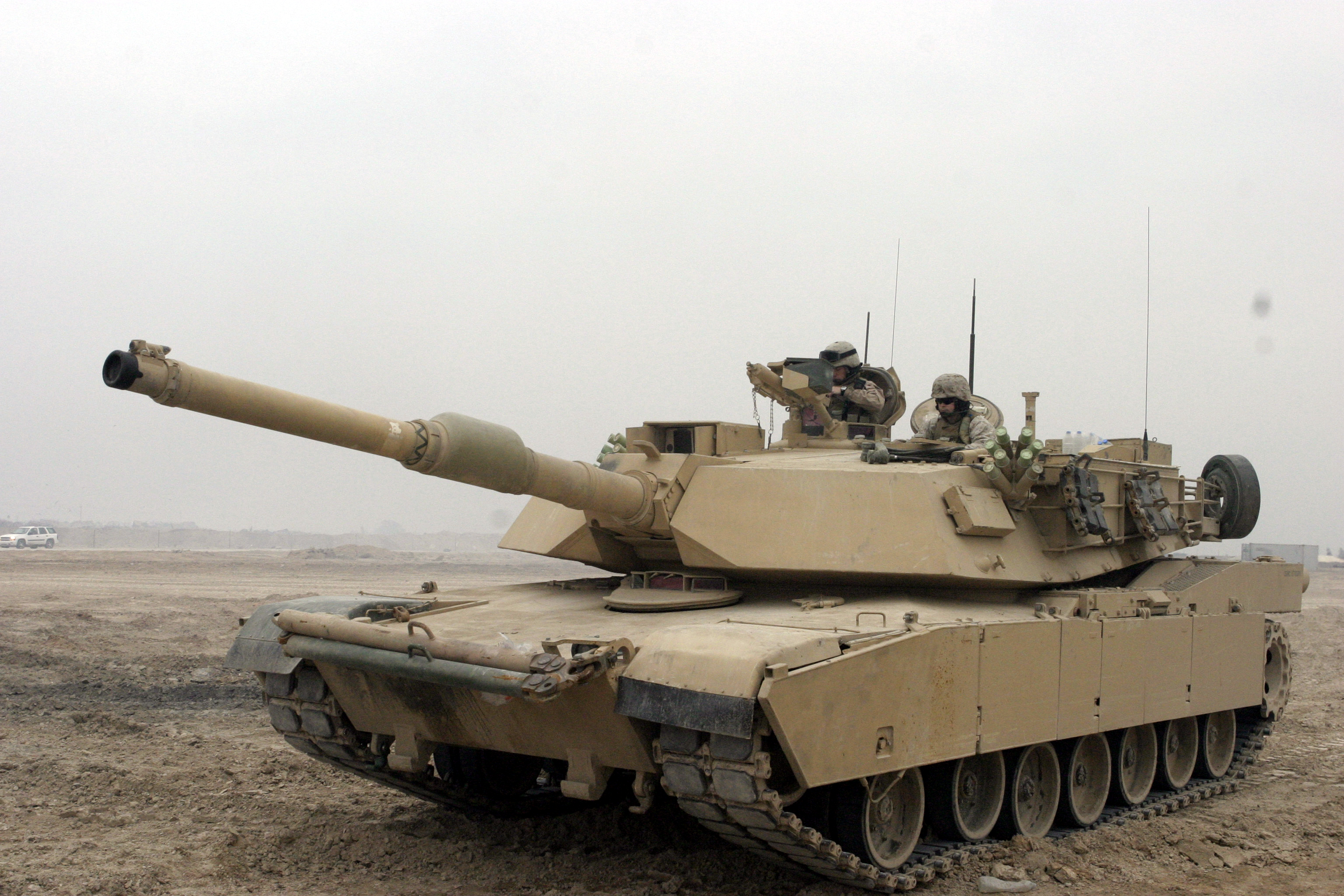
M1A1 Abrams in Camp Fallujah

Die Umsetzung dieses neuen Brigadekonzeptes seit 1997 sollte eigentlich bis 2005 abgeschlossen sein, dauert aber immer noch an und wird voraussichtlich bis 2009 abgeschlossen sein. Die üblichen Bewilligungsprozedere sowie die in der Zeit geführten militärischen Konflikte führten zu Verzögerungen in der Beschaffung. Es führte und führt nicht nur zu einer Standardisierung der einzelnen Kampfbrigaden innerhalb der Divisionen, sondern auch zu einer Verringerung von „Reibungsverlusten“ in der Kommandostruktur und im Informationsfluss zwischen den einzelnen Waffengattungen innerhalb des militärischen Großverbandes. Durch die Verschlankung der Nachrichtenwege, beispielsweise durch eigene Aufklärungs- und Feuerunterstützungselemente innerhalb der Brigade, wurden die Zielfindung und die Kampfkraft optimiert, so dass auch Teile der Unterstützungselemente eingespart werden konnten. Die einzige Kampfunterstützung, die die Division von außen noch benötigt, ist die der Air Force oder der US Navy.

## Organisation

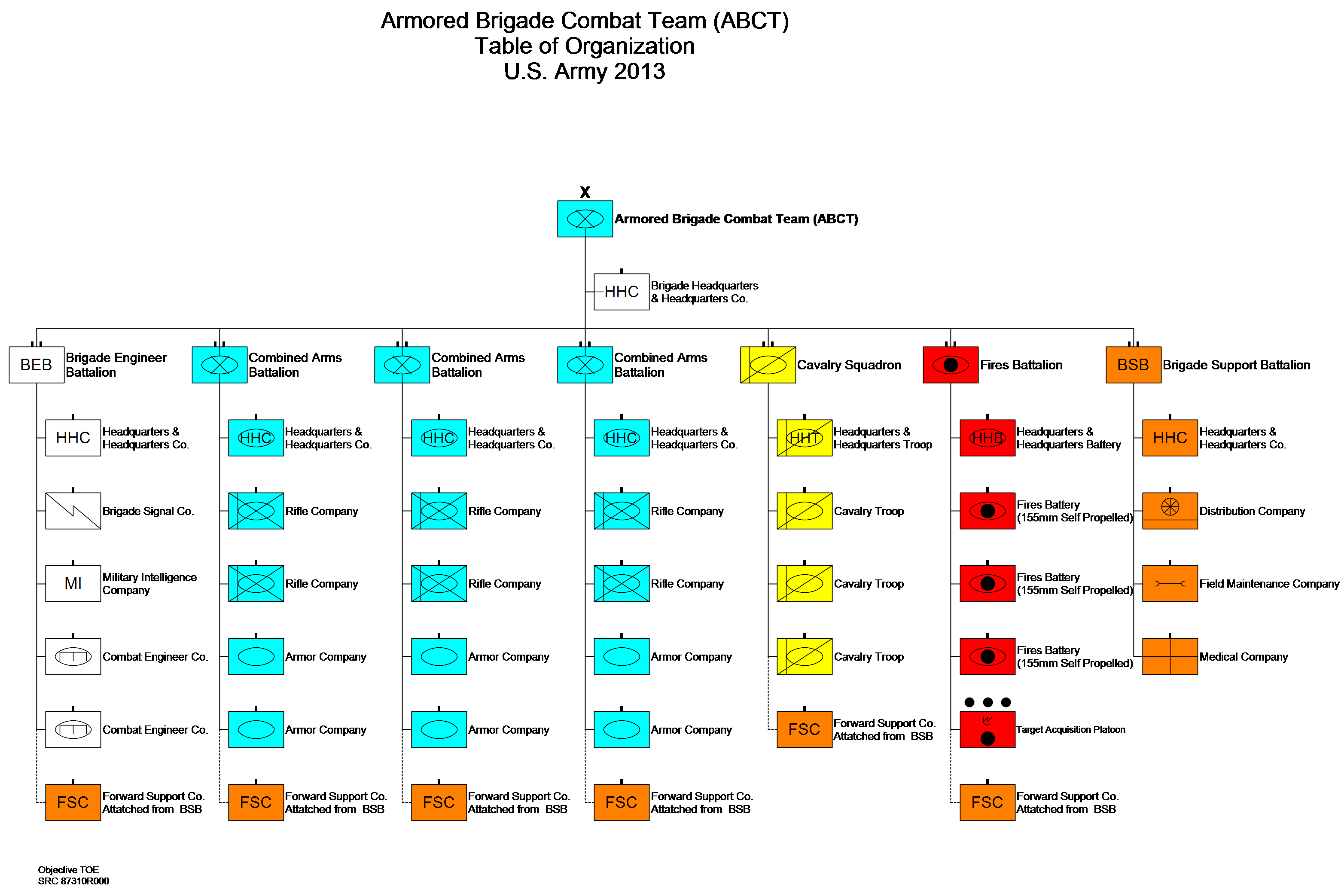
Struktur eines ABCT im Jahr 2013

Ein ABCT ist integraler Bestandteil entweder einer Panzer- oder aber auch einer Infanteriedivision der Army. Die Trennung in verschiedene Divisionstypen (Panzer, Panzergrenadiere und Infanterie) wurde infolge der Umsetzung der Heeresreform bis 2009/10 de facto aufgehoben und besteht nur noch aus Traditionsgründen namentlich. So wird jedes ABCT drei Kampf- und drei Unterstützungsbataillone, bestehend aus einem Artillerie-, einem Brigadesondertruppen- und einem Logistikbataillon, haben.
Gleichzeitig wird durch dieses neue Konzept eine Standardisierung der Panzerbrigaden erreicht. Jedes ABCT, egal welcher Division, wird den gleichen Aufbau, die gleiche Ausrüstung und die gleiche Kampfkraft haben. Ähnliches gilt für die beiden anderen Typen von US-Kampfbrigaden, dem Infantry Brigade Combat Team (IBCT) und dem Stryker Brigade Combat Team (SBCT).
Ein Armored Brigade Combat Team ist mit circa 4200 Soldaten personell der größte Kampfbrigadetyp der Army vor dem Stryker Brigade Combat Team mit circa 3900 Soldaten. Durch die eingegliederten Kampfunterstützungstruppenteile hat ein ABCT einen größeren Stab als eine Brigade klassischen Zuschnitts sowie einen stellvertretenden Kommandeur (Deputy Commander), anstatt eines Ersten Offiziers (XO).

### Ursprüngliche Zusammensetzung
- Drei Combined Arms Battalion (drei Bataillone zur Führung des Gefechts der verbundenen Waffen einschließlich einer Stabskompanie, einem LRAS-Aufklärungs-, einem 120-mm-Mörser- und einem Scharfschützenzug, zwei Panzerkompanien mit je 14 M1 Abrams-Kampfpanzern, zwei Kompanien Mechanisierte Infanterie mit je 14 M2 Bradley-Schützenpanzern und einer Pionierkompanie)

- einer Cavalry Squadron (Aufklärungsbataillon mit drei Aufklärungskompanien mit je zehn Schützenpanzer M3 Bradley und einer Gefechtsfeldüberwachungs-Kompanie mit HMMWVs (mit Sensoren)).

- einem Field Artillery Battalion (Artilleriebataillon) mit einer Stabsbatterie, drei Batterien mit je acht Panzerhaubitzen vom Typ M109 155 mm, einem Feuerleit- und einem Feuerunterstützungszug.

- einem Brigade Engineer Battalion (Pionierbataillon) mit einer Stabskompanie, Fernmeldekompanie, militärnachrichtendienstlicher Kompanie, zwei Pionierkompanien.

- einem Brigade Support Battalion (BSB) (Logistikbataillon mit einer Stabskompanie, einer Sanitätskompanie, einer Transportkompanie, einer Instandsetzungskompanie sowie vier Versorgungskompanien (FSC)) zur Unterstützung der Gefechtsbataillone.

### Aktuelle Zusammensetzung
- Zwei Panzerbataillone (Stabskompanie, zwei Panzerkompanien, eine mechanisierte Infanteriekompanie)
- Mechanisiertes Infanteriebataillon (Stabskompanie, zwei mechanisierte Infanteriekompanien, eine Panzerkompanie)
- Aufklärungsbataillon (Stabskompanie, drei Aufklärungskompanien, eine Panzerkompanie)
- Artilleriebataillon
- Pionierbataillon
- Logistikbataillon

## Aktuelle Armored Brigade Combat Teams
Derzeit verfügen die Streitkräfte der Vereinigten Staaten über 11 ABCTs im regulären Heer:
- 1st, 2nd und 3rd ABCT 1st Armored Division
- 1st, 2nd und 3rd ABCT, 1st Cavalry Division
- 1st und 2nd ABCT, 1st Infantry Division
- 1st und 2nd ABCT, 3rd Infantry Division
- 3rd ABCT, 4th Infantry Division

Weitere fünf ABCTs unterstehen verschiedenen Nationalgarden:
- 30th ABCT der 29th Infantry Division, bestehend aus Verbänden der Nationalgarden von North Carolina, South Carolina und West Virginia
- 1st ABCT der 34th Infantry Division, Nationalgarde von Minnesota
- 155th ABCT der 35th Infantry Division, Nationalgarde von Mississippi
- 278th Armored Cavalry Regiment der 36th Infantry Division, Nationalgarden von Texas und Tennessee
- 116th Cavalry Brigade Combat Team, Nationalgarde von Idaho